# Pfaueninsel
Pfaueninsel (lett. "Isola dei pavoni"; 98 ha.) è una piccola isola e riserva naturale sul fiume Havel, situata nel quartiere berlinese di Wannsee, quartiere del distretto di Steglitz-Zehlendorf, nella periferia sud-occidentale della città, a pochi chilometri di Potsdam.
L'isola, chiamata anche "perla sull'Havel", prende il nome dalla colonia di pavoni (in tedesco: Pfauen, sing. Pfau) che vive qui dal 1795, quando vi fu trapiantata da Federico Guglielmo II di Prussia (1744 - 1797).. L'area è quasi interamente occupata da un parco con edifici classici, progettato nel 1795 da Johann August Eyserbeck ed ampliato nella prima metà dell'Ottocento da Peter Joseph Lenné (1789 - 1866) e realizzato attorno ad un castello fatto costruire nel 1797 da Federico Guglielmo II di Prussia.
L'isola è area naturale protetta dal 1924 e il complesso è inserito - unitamente ai restanti palazzi e parchi di Potsdam e Berlino - nella lista del Patrimonio dell'umanità stilata dall'UNESCO (dal 1990). L'isola è raggiungibile dalla terraferma solo tramite un traghetto.

## Geografia

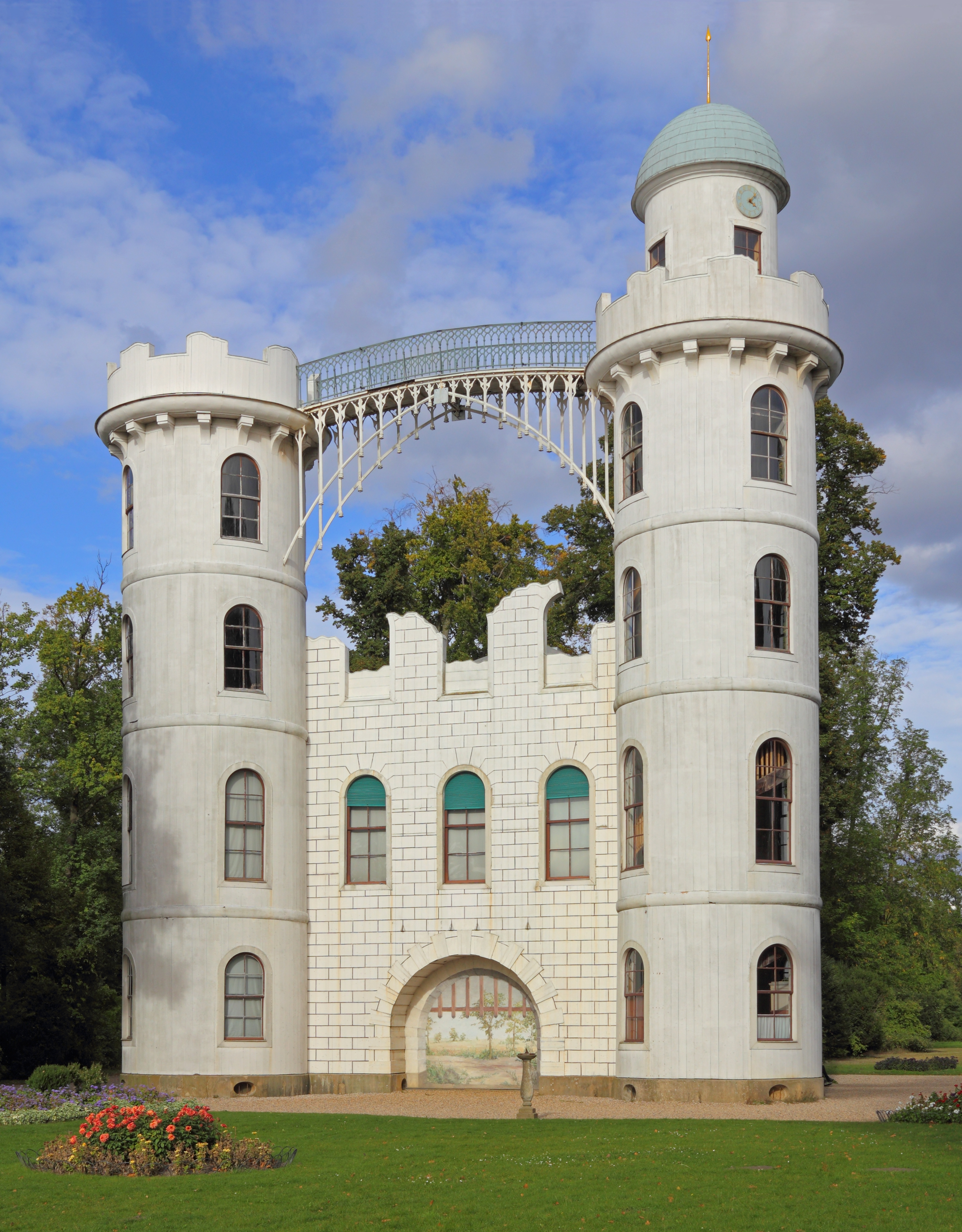
Pfaueninsel: il castello

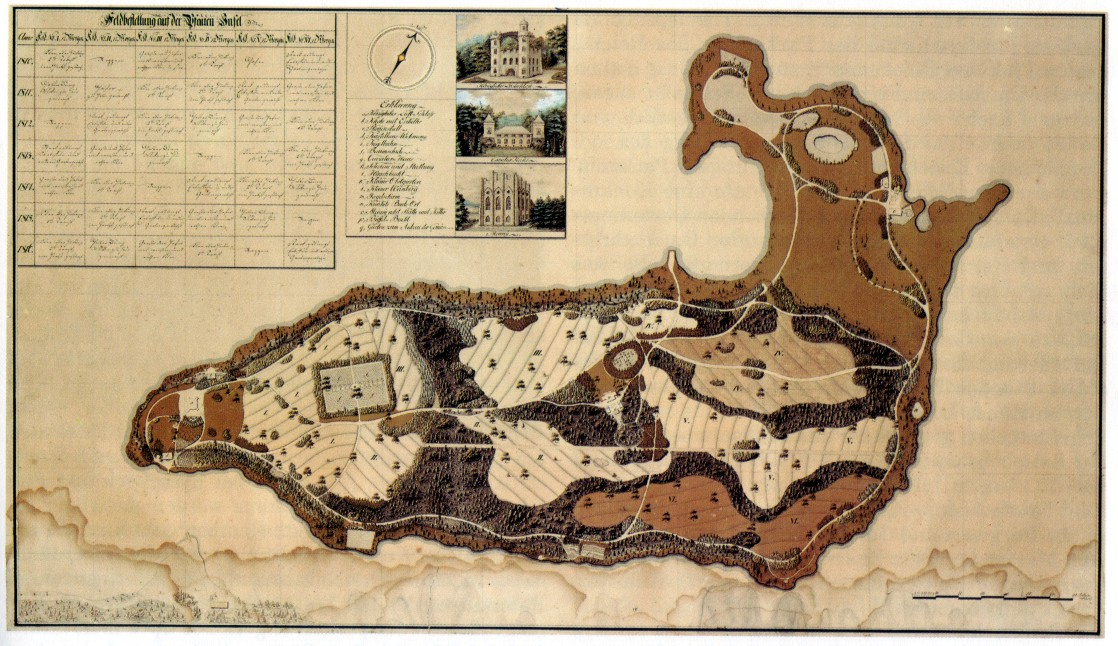
Pfaueninsel in una mappa del 1810

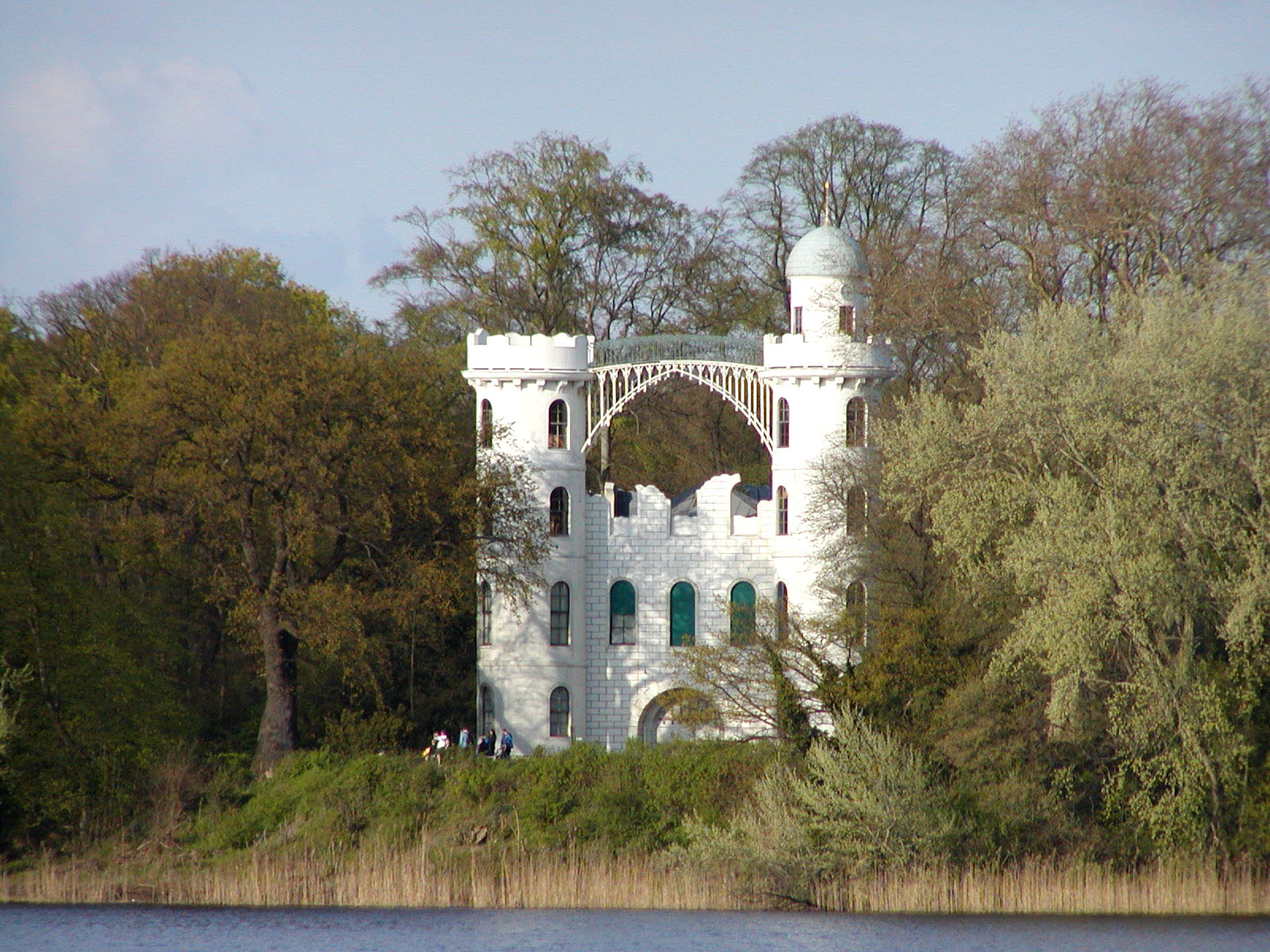
Pfaueninsel: il castello visto dal fiume Havel

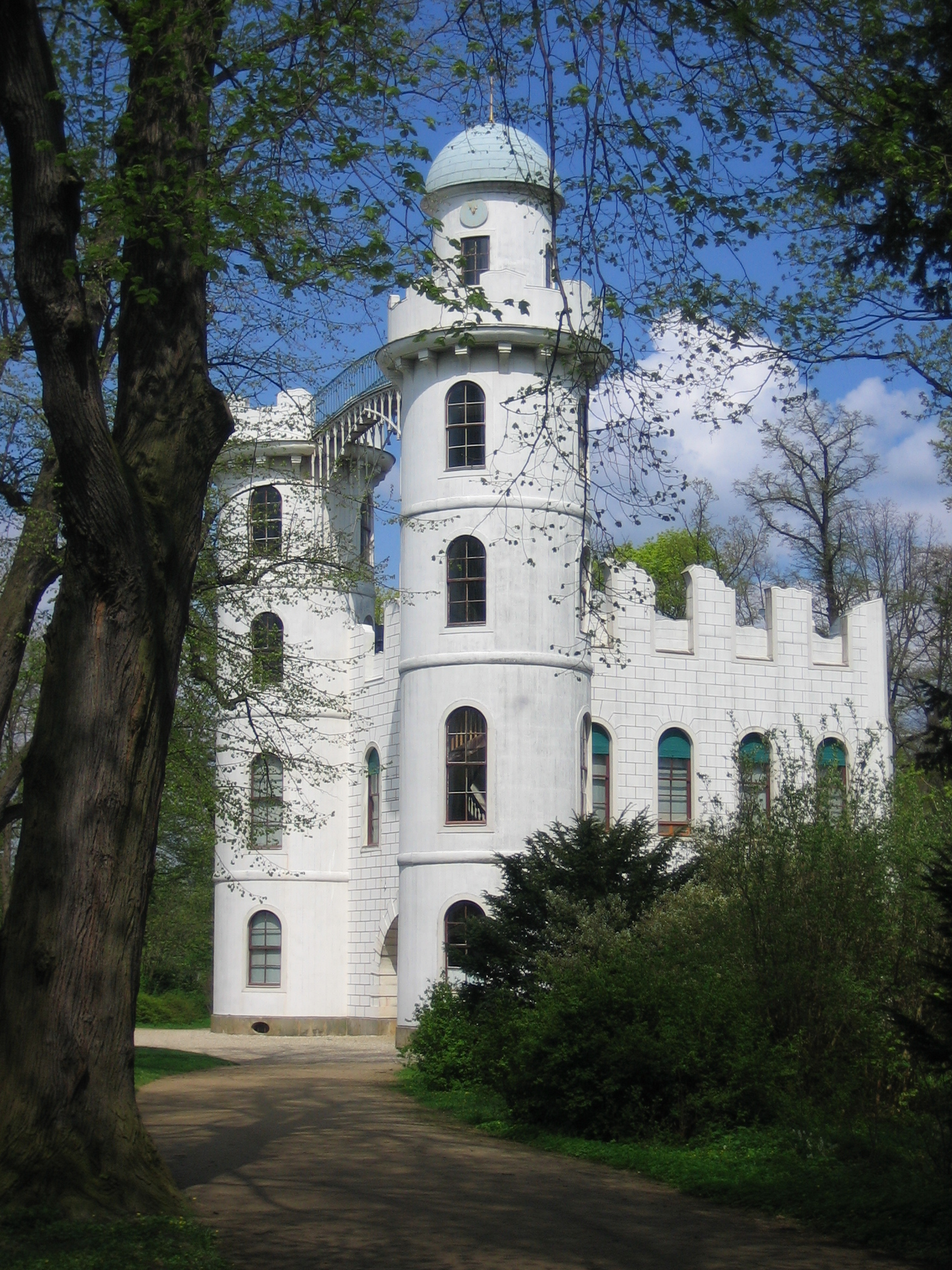
Pfaueninsel: altra immagine del castello

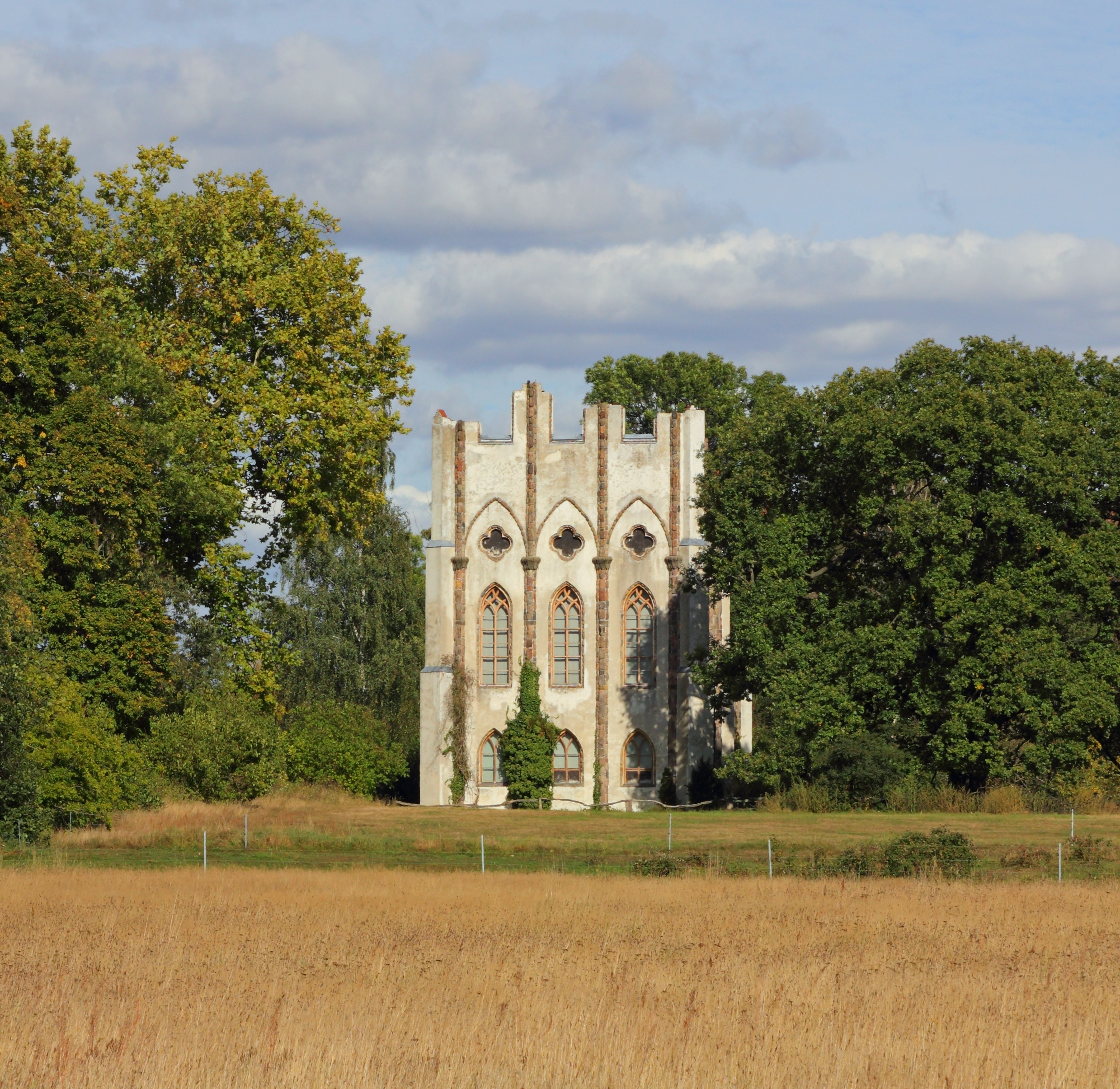
Pfaueninsel: la Meierei

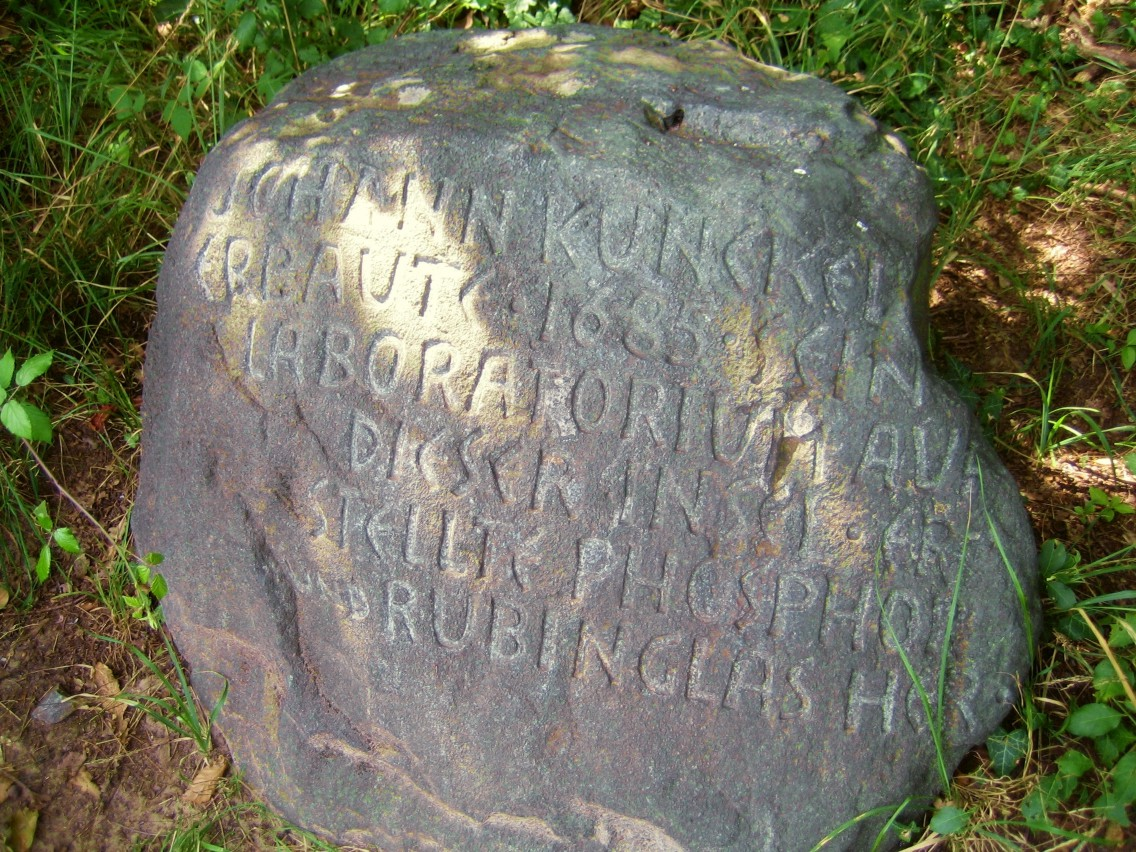
Pfaueninsel: lapide di Johannes Kunckel

### Collocazione
Pfaueninsel si trova ad est di Kladow e Gatow e ad ovest di Wannsee, nonché a sud di Grunewald.

### Dimensioni
L'isola ha una superficie di 98 ettari, è lunga 1,5 km e larga appena 0,5 km.

## Storia
In origine l'isola si chiamava Kaninchenwerder, ovvero"isolotto dei conigli", per via dell'allevamento di conigli tenutovi da Federico Guglielmo I di Prussia. che nel 1685, darà il permesso al suo camerlengo, l’alchimista e vetraio, Johann Kunckel, di costruire il suo laboratorio e una fabbrica di vetro che nel 1689 vennero distrutti da un incendio. L’isola rimase inutilizzata per circa 100 anni.
Venne rivalutata da Federico Guglielmo II che ne entrò in possesso con la salita al trono e che sin da ragazzo sognava isole lontane ed esotiche. Nell'intenzioni del re l'isola doveva ospitare una “casa borghese reale”, lontana dalle etichette e dai cerimoniali di corte, trasformandosi in un idillio bucolico. L'isola e il suo castello furono pensati per creare una suggestiva atmosfera di rifugio e di tranquillità per gli incontri tra il re e la sua amante Guglielmina.
Nel 1795 furono introdotti 35 pavoni per volontà di Federico Guglielmo II di Prussia. Per questo motivo, dal 1795, l'isola prese il nome di "Pfaueninsel", ovvero "Isola dei pavoni". I pavoni avevano il compito di dare un tocco esotico all’isola. Negli anni '70 e '80 del secolo scorso, il picco del numero di uccelli si è attestato a oltre cento individui, ma successivamente è diminuito rapidamente a causa della presenza di cinghiali e volpi.
Tra il 1821 e il 1824, il parco fu rimodellato in stile inglese secondo un progetto di Peter Joseph Lenné.

## Punti d'interesse

### Castello
Il Castello di Pfaueninsel, situato nella punta meridionale dell'isola, fu progettato nel 1794 da Johann Gottlieb Brendel.. La costruzione fu commissionata da Guglielmo II di Prussia come regalo alla sua amata, Guglielmina Encke, futura contessa di Lichtenau: la morte lo colse però nel 1797, prima che potesse veder completata l'opera.
L'edificio ha le sembianze di un castello gotico in rovina.

### Meierei
La Meierei, situata nella parte settentrionale dell'isola, rappresenta un edificio in rovina.

### Kavalierhaus
Il Kavalierhaus presenta una facciata gotica di una casa di Danzica, aggiunta nel 1826 da Karl Friedrich Schinkel.

### Jakobsbrunnen
Nel parco si trova anche la Jakobsbrunnen ("Fonte di Giacomo"), una fontana risalente al 1792

### Luisentempel
Il Luisentempel è un tempietto costruito sul modello dei templi greci: eretto nel 1810 nel Castello di Charlottenburg, fu trasferito a Pfaueninsel nel 1829.

### Palmarium
Un'altra delle attrazioni del parco dell'isola è il Palmarium, una serra in stile orientaleggiante.

### Voliera
La voliera del parco ospita fagiani, pappagalli, pavoni bianchi, pavoni verdi, galli e altri uccelli.

### Lapide di Johannes Kunckel
Nel parco si trova anche una lapide dedicata a Johannes Kunckel, un alchimista vissuto sull'isola nel XVII secolo.

## Turismo
L'isola è molto frequentata dai berlinesi.
Nel parco, vige il divieto di circolare in bicicletta, di fumare, di introdurre cani e di raccogliere piante.

## Galleria d'immagini

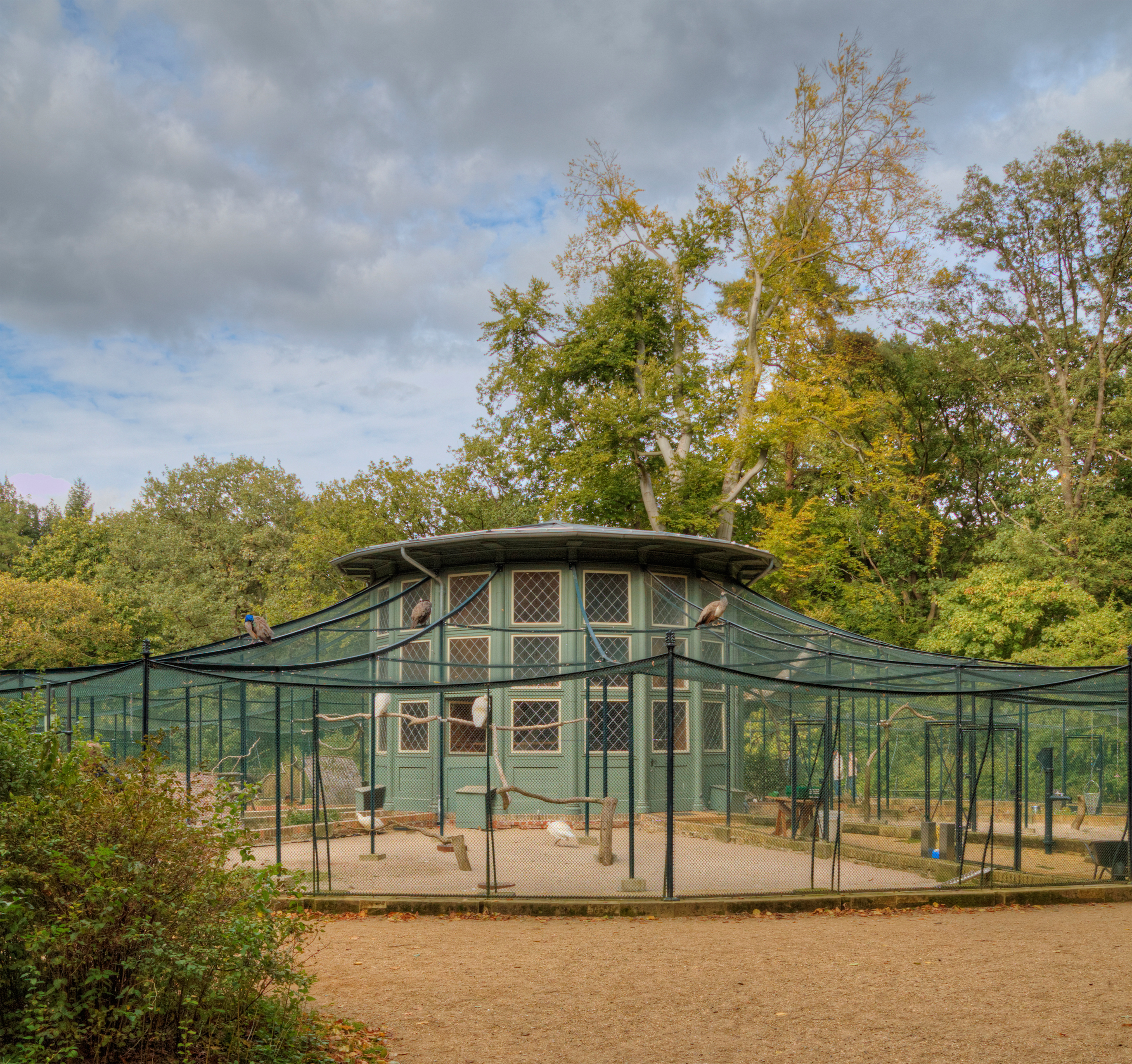
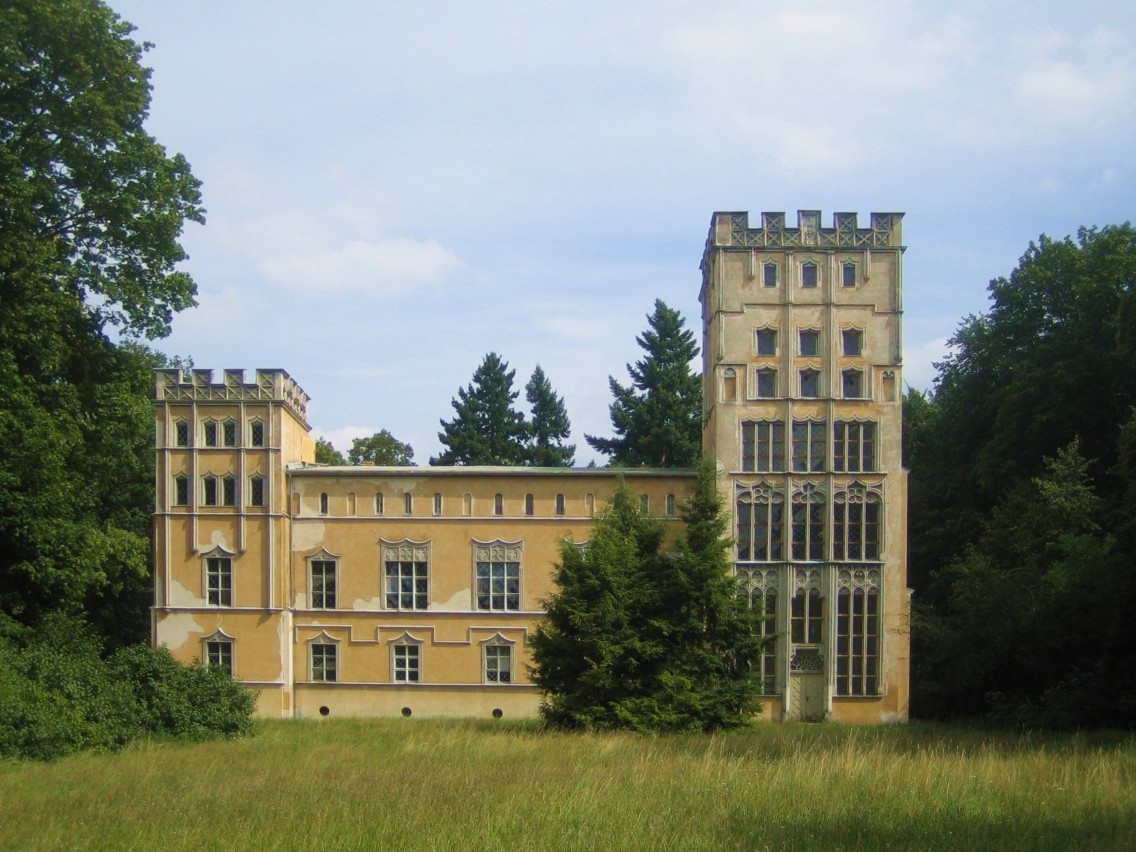
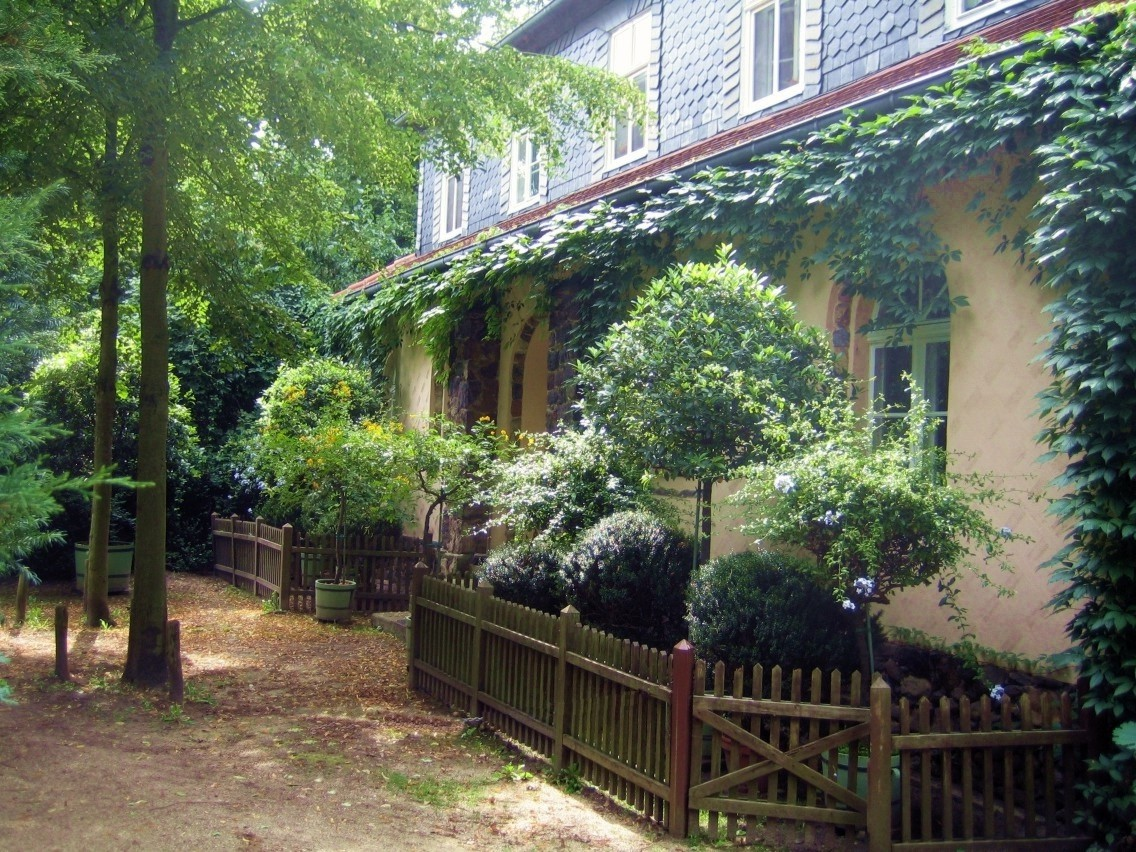

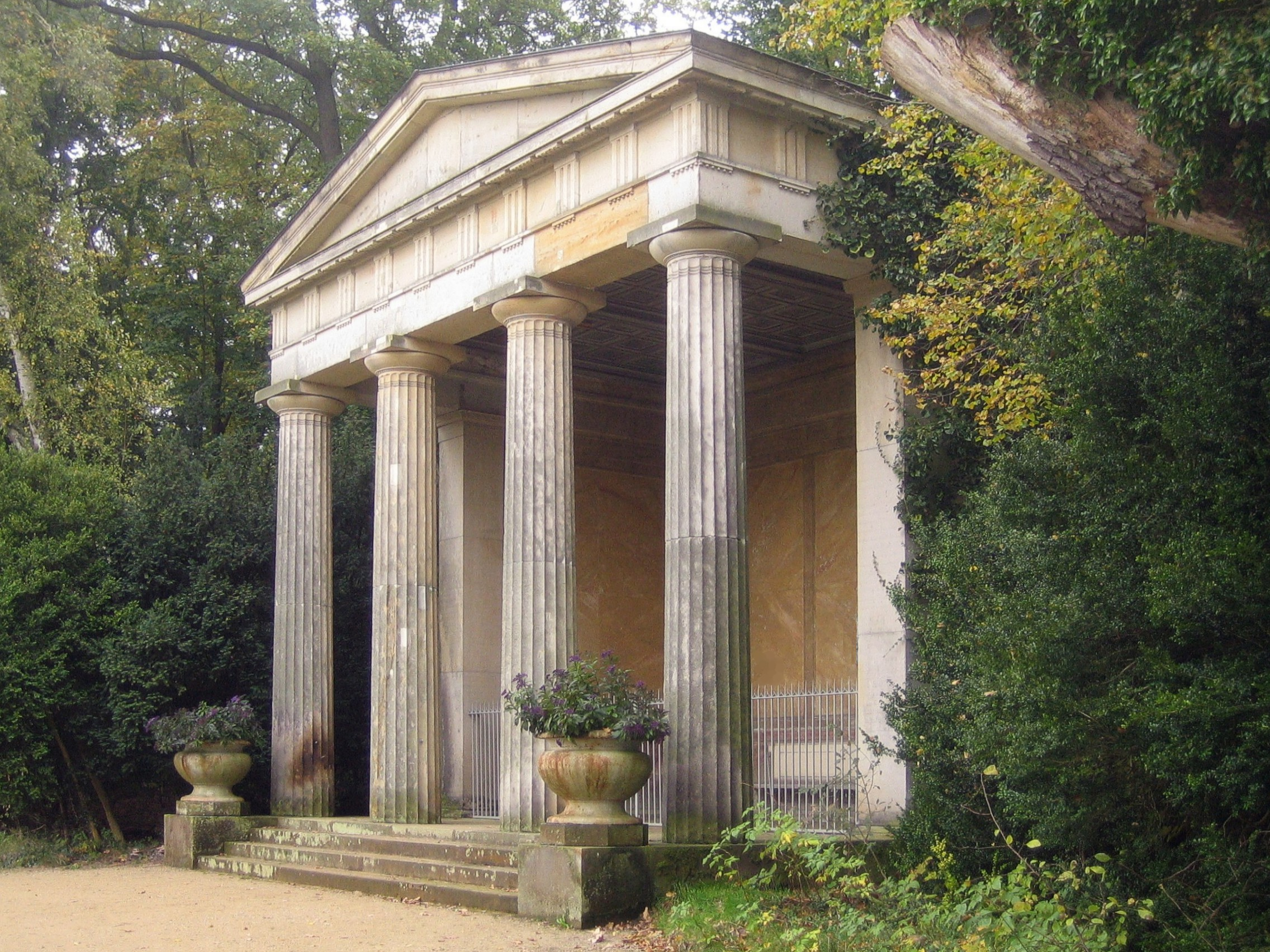
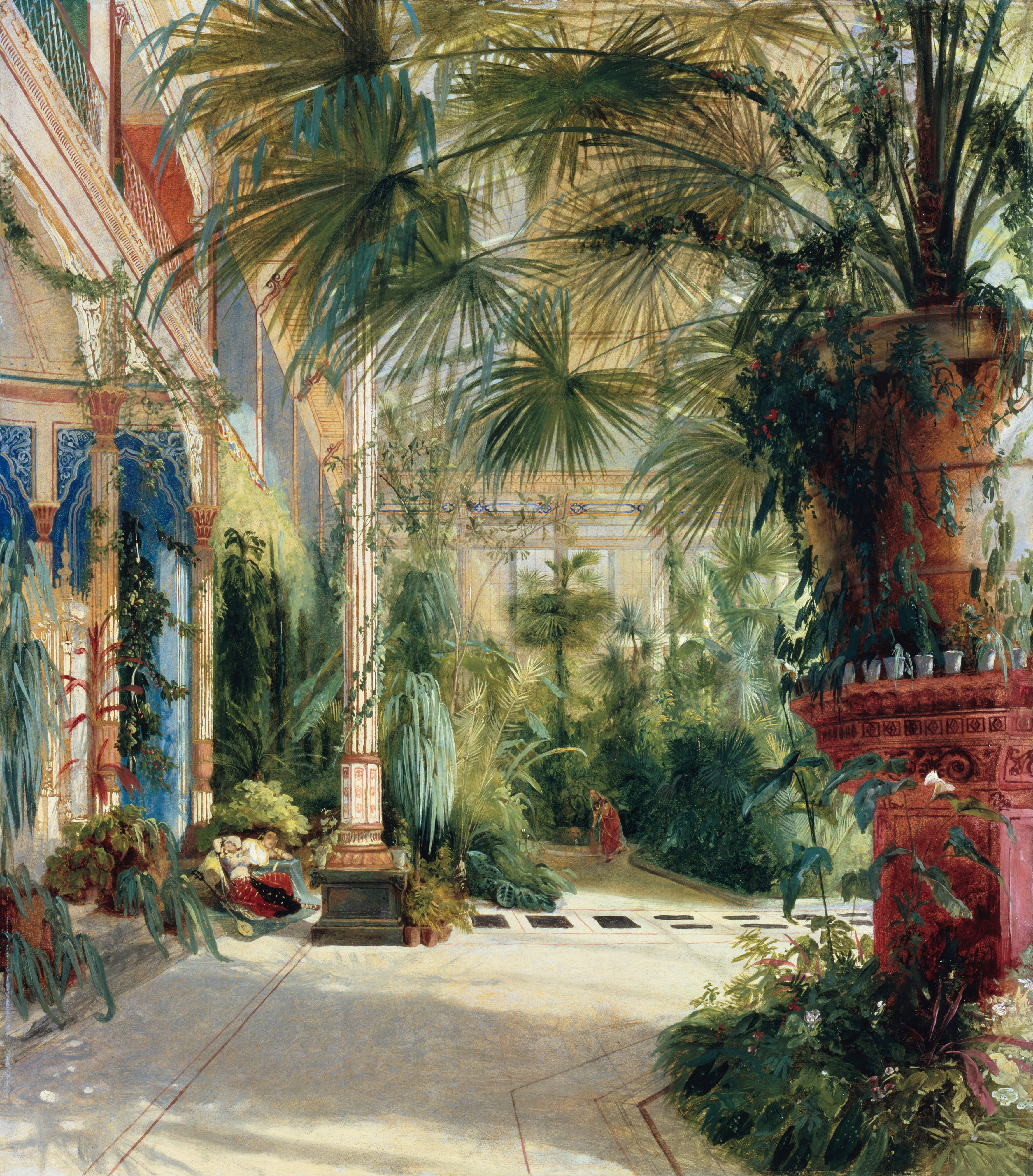
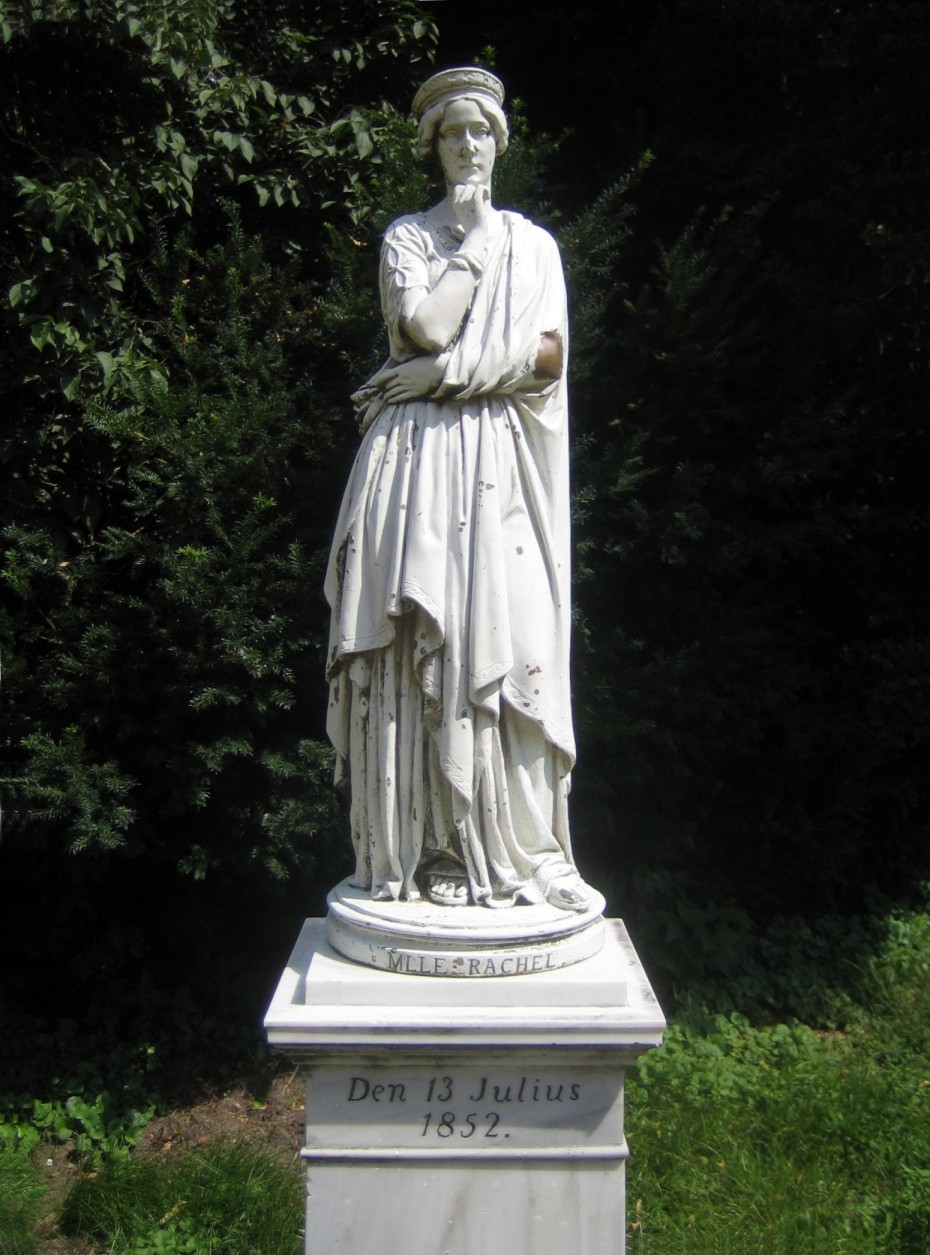

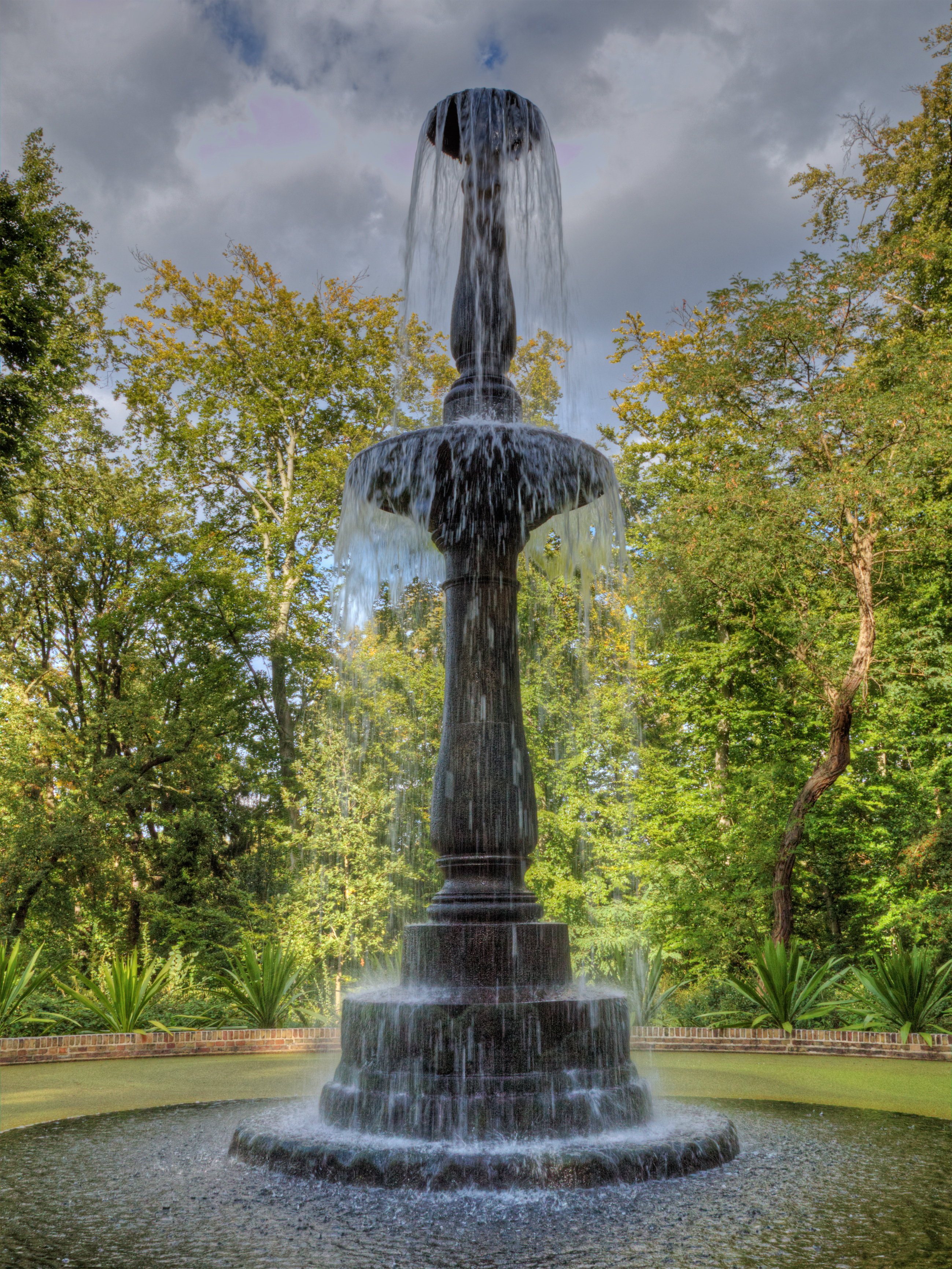
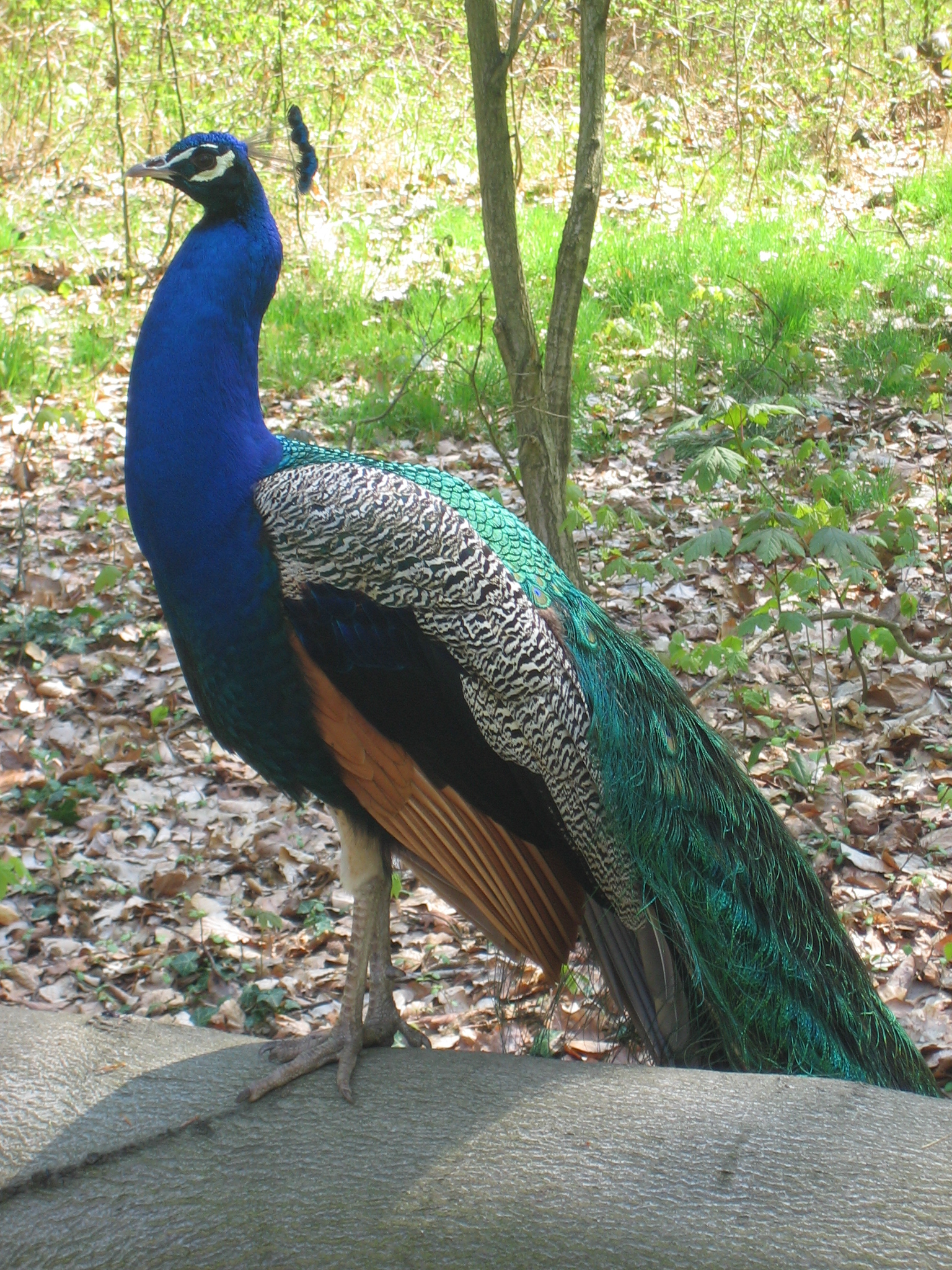